# Brocklesby
Pour les articles homonymes, voir Brocklesby (homonymie).
Brocklesby est un village de 238 habitants dans la région de Riverina en Nouvelle-Galles du Sud en Australie.

## Référence
- (en) Statistique sur Brocklesby